# Höftsee
De Höftsee is een meer in de Holsteinische Schweiz in de Duitse deelstaat Sleeswijk-Holstein, ten oosten van de stad Plön.
Het is 18 ha groot, tot 16 m diep en ligt 22 m boven de zeespiegel.
Van het hoogteverschil met de nabijgelegen Großer Plöner See werd gebruikgemaakt om aan de rand van de Höftsee een watermolen in gebruik te nemen. De daaraan verbonden stuw maakt de doorgang voor boten onmogelijk. Er is wel een glijhelling die het boottransport over land vergemakkelijkt.